# Ribonukleoprotein
Ribonukleoproteine (oder Ribonucleoproteine, RNP) sind Proteinkomplexe, die Ribonukleinsäure (RNA) enthalten. Sie kommen in allen Lebewesen vor. Zu den Ribonukleoproteinkomplexen gehören beispielsweise die Untereinheiten von Ribosomen, das Spliceosom, die Telomerase, die snRNPs und die hnRNPs, die Nuklease RNase P sowie verschiedene Initiationsfaktoren der Transkription, die alle im Zellkern (Nukleus) lokalisiert sind.
Ein RNP-Komplex ist auch der sogenannte RNA-induced silencing complex (RISC), der bei einer RNA-Silencing genannten RNA-Interferenz an eine doppelsträngige siRNA oder miRNA bindet; über weitere Schritte wird damit auch die gezielte Spaltung einer bestimmten mRNA (als target-RNA) möglich, womit die Expression des zugehörigen Gens stillgelegt werden kann, indem die Translation verhindert wird.

## Beispiele
- Ribosom
- snRNPs des Spleißosoms
- hnRNPs
- Signal Recognition Particle (SRP)
- RNA-induced silencing complex (RISC)
- Editosom
- RNase P
- Cas9
- Nukleoprotein (Influenzavirus A)